# Silca (azienda)
Silca S.p.A. (acronimo di Società Italiana Lavorazione Chiavi e Affini) è un'azienda italiana specializzata nella produzione di chiavi, macchine duplicatrici di chiavi e macchinari semi industriali e industriali dedicati alla duplicazione di chiavi. Appartiene al Gruppo dormakaba.
I prodotti a marchio Silca sono distribuiti in tutto il mondo tramite 130 distributori e 8 filiali in Italia, Germania, Francia, Regno Unito, Spagna, Paesi Bassi, India e Brasile.

## Storia
L'azienda venne fondata nel 1974 da Camillo Bianchi a Vittorio Veneto, con il nome di Società Italiana Lavorazione Chiavi e Affini.
Nell'arco di un decennio l'azienda estende le sue attività fuori dal territorio italiano, fondando le filiali I.M.P. S.A., ora Silca S.A.S., a Parigi, Silca U.K. Ltd. a Londra e Silca Deutschland GmbH a Heiligenhaus, poi trasferitasi a Velbert, in Germania. Nel 1989 Silca inizia ad operare negli Stati Uniti attraverso la società Silca Keys U.S.A. con base a Twinsburg (Ohio).
Il 15 febbraio 1991 muore Camillo Bianchi lasciando la guida dell'azienda ai suoi tre figli: Massimo, Diego e Federico. 
Anche se dopo pochi anni Massimo, il maggiore, acquisirà la totalità dell'azienda. 
Negli anni novanta Silca acquisisce diverse aziende specializzate nella produzione di macchine duplicatrici di chiavi e prodotti per la sicurezza come Bollini s.r.l., GBZ e Elzett, mentre nel 1997 avviene la fusione con il gruppo canadese Unican Group. Nel 2000 viene aperta la divisione spagnola, Silca Unican Iberica S.A., che poi diverrà la Silca Key Systems S.A., a Barcellona. Nello stesso anno l'azienda acquisisce la concorrente Ilco Orion S.p.A.
Nel 2001 il figlio maggiore di Camillo Bianchi, Massimo vende l'azienda fondata da suo padre al gruppo svizzero Kaba. 
Nel 2001 Kaba Holding AG acquisisce Unican Group, dando vita ad uno dei primi gruppi al mondo operanti nel settore.